# Карандила
Карандила е местност в Стара планина, близо до град Сливен.

## Местоположение
Разположена е в природен парк „Сините камъни“ и е достъпна с въжена линия или с автомобил (33 км), има и туристически пътеки (най-популярна е „Хайдушката пътека“ – време за изкачване – около час).

## Произход на името
Предполага се, че през османското владичество в България, по време на чума, жителите на града са се изнасяли в местността, тъй като тя е сравнително изолирана и разполага с няколко извора. Поради нейното използване в „черни времена“ се е наложило името „Карандила“ (от турската дума „кара“ – черно).
Според други по-вероятно е произходът на името да е свързан с турската дума „кар“ (сняг). Втората част на името може да е от арабски или персийски произход и да означава планина или връх.

## Пътническа въжена линия „Сливен – Карандила“
Изграденият през 1974 година лифт „Сливен – Карандила“ свързва град Сливен с местността „Карандила“. Лифтът е активен както през лятото, така и през зимата. Стопанисва се от „Пътнически превози“ ЕООД.
Лифтът е проектиран от българо-унгарско дружество „Интрансмаш“ – София.

### Информация
- Дължина по наклона – 1895 м;
- Превишение – 597 м; кота на долна станция – 390 м; кота на горна станция – 987 м;
- Превозоспособност във всяка посока – 270 души/час;
- Скорост – 1,6 м/сек;
- Времетраене на пътуването ~ 20 минути.

### Изходи

#### От долна лифтена станция
От информационен център на природния парк „Сините камъни“ – 10 мин.
От град Сливен – с градски автобус или пеша.

#### От горна лифтена станция
От хижа „Карандила“ и хотел „Карандила“ – 30 мин.
ТВ кула (гледка към Сливен) – 10 мин.

### Работно време
Пътническа въжена линия /ПВЛ/ работи всеки ден от 8.30 часа до 16.00 часа, като качването в 15.30 часа е еднопосочно.
Работното време варира според сезона - през летния сезон ПВЛ работи до 18.00 часа с последно качване в 17:30 часа.
В понеделник ПВЛ работи от 12.00 до 16.00 часа, поради профилактика до обяд.

## Статут
Местността „Карандила“ е част от Природен парк „Сините камъни“, който включва още: Архангела, Бармук баир, Бостанлъка, Българка (връх), Гаговец, „Гунчов извор“, „Даула“, „Джендем дере“, „Долапите“, Драгиева чешма, Драгойка, Еньова булка, Змееви дупки, Ловджийска чешма, Калето, Манастирска река, „Кутелка“ (резерват), „Кушбунар“, Кушбунарска река, „Лесков рът“, Ломените, Меча дупка, „Моллова кория“, „Мочурите“, Новоселска река, Обсерваторията, Орлови дупки, Орта баир, Тефтера (лифт), „Предела“, Сипеите, „Черно камене“, Хайдушка пътека, „Халката“, „Харамията“.